# Regimiento Pahonia
El Regimiento Pahonia: es un grupo de voluntarios de la oposición bielorrusa, que se formó para defender a Ucrania contra la invasión rusa de 2022.

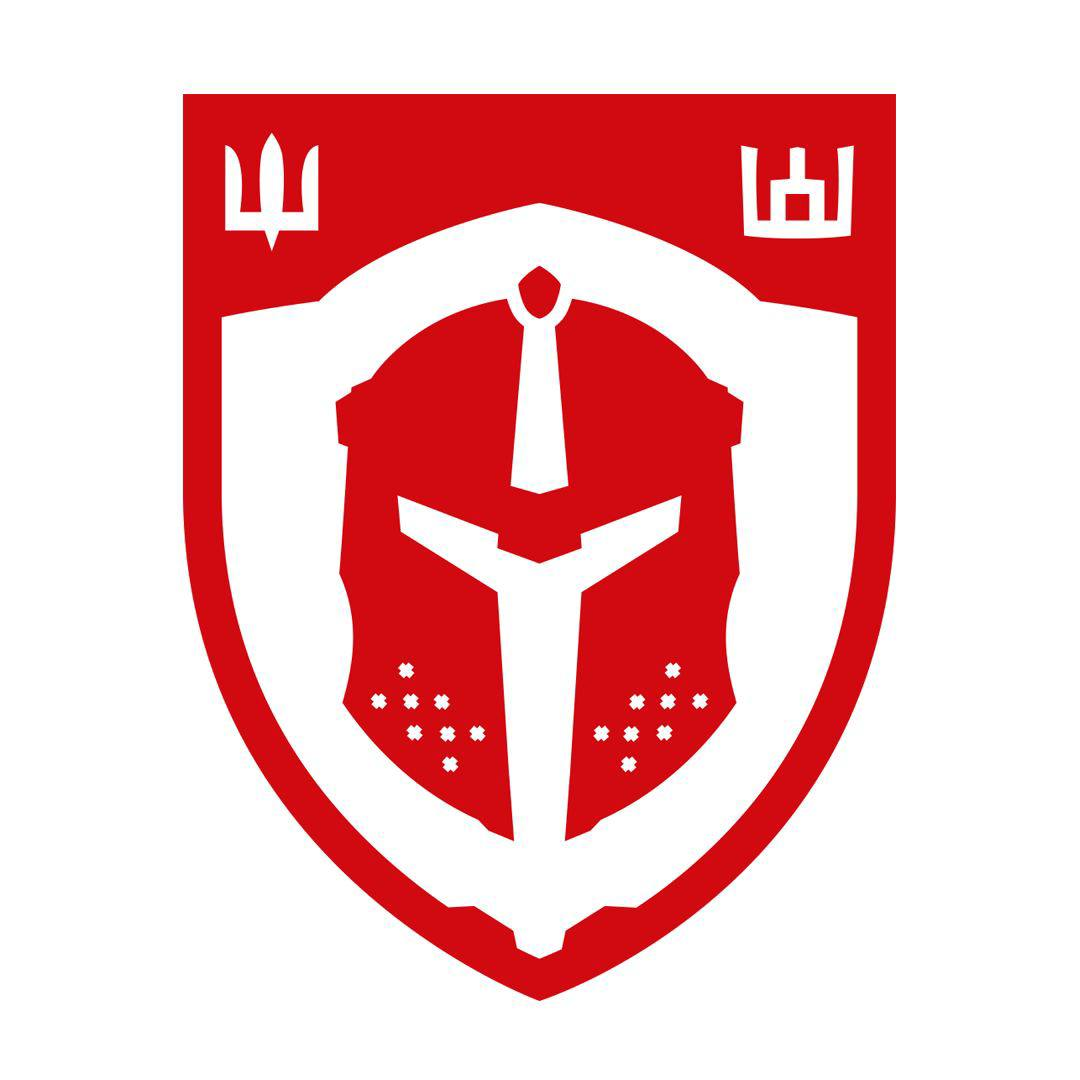
Insignia del Regimiento Pahonia

## Historia
El 30 de marzo de 2022, el activista político Vadzim Prakopieu anunció el comienzo de la formación del Regimiento Bielorruso Pahonia como parte de la Legión Internacional de Defensa Territorial de Ucrania. El 31 de marzo de 2022, la líder de la oposición bielorrusa Sviatlana Tsikhanouskaya anunció la formación de la unidad a través de las redes sociales.
El regimiento fue creado por iniciativa de los oficiales bielorrusos. Su centro de reclutamiento está ubicado en Varsovia.
En junio de 2022, se supo que el primer grupo de combatientes del Regimiento Pahonia firmó contratos con las Fuerzas de Operaciones Especiales de Ucrania. En el mismo mes, "Pahonia" pasó a ser conocido como "regimiento de propósito especial". Los combatientes del regimiento son entrenados por el estadounidense Matthew Parker, uno de los instructores de la Legión Internacional de Defensa Territorial de Ucrania.
El 14 de septiembre de 2022, Vadzim Prakopieu, uno de los fundadores del regimiento y asistente del comandante, abandonó el regimiento.
El 25 de octubre de 2022, se supo que el equipo de reconocimiento aéreo del Regimiento de Persecución se había transferido al Regimiento Kastuś Kalinoŭski, otra unidad de voluntarios bielorrusos que luchan por Ucrania.
El 28 de octubre de 2022, el Ministerio del Interior de Bielorrusia reconoció al Regimiento Pahonia como un "grupo extremista". Se encuentran entre la lista de 625 personas que se considerarán extremistas.
En noviembre de 2022, los combatientes del Regimiento de Pahonia, junto con los bielorrusos que viven permanentemente en Ucrania, fundaron la asociación pública "Pahonia". El kickboxer Vitaly Gurkov se convirtió en su director.
En noviembre de 2022, el Parlamento Europeo adoptó una resolución expresando su apoyo al Regimiento Pahonia.

## Perdidas
El 26 de septiembre de 2022, en la batalla de Bajmut en la región de Donetsk, Alyaksei Veshchavaylau, un combatiente del Regimiento Pahonia fue muerto en combate.